# Armstrong Siddeley Viper
Armstrong Siddeley Viper to brytyjski silnik turboodrzutowy zaprojektowany i produkowany przez firmę Armstrong Siddeley, a następnie przez jej następców: Bristol Siddeley oraz Rolls-Royce Limited. Rozpoczął służbę w roku 1953 i pozostawał w użyciu przez Royal Air Force, napędzając samolot szkoleniowy Dominie T1 do Stycznia 2011.